# فیزیولوژی
فیزیولوژی (به فرانسوی: Physiologie) یا کاراندام‌شناسی یا تن‌کردشناسی دانش عملکرد سامانه‌های زنده است و یکی از شاخه‌های زیست‌شناسی است که به مطالعه اعمال حیاتی موجود زنده، اندام‌ها، بافت‌ها، سلول و عناصر آن می‌پردازد. برای درک عمیق اعمال حیاتی، سعی می‌گردد که خواص و روابط بین این اعمال و تغییراتشان در محیط‌های مختلف یا در شرایط گوناگون موجود زنده و با استفاده از روابط علم زیست‌شناسی، زیست‌شیمی مورد بررسی قرار گیرد. کاراندام‌شناسی، تکامل و توسعه این اعمال در یک گونه و در یک موجود زنده و همچنین تغییرات و تطابق آن‌ها با شرایط محیطی متغیر را مورد مطالعه قرار می‌دهد.

## موضوع
کاراندام‌شناسی دانش بررسی شیوه کارکرد اندام‌های مختلف بدن است. کاراندام‌شناسی از شاخه‌های زیست‌شناسی است که خود به زیرشاخه‌های کاراندام‌شناسی جانوری، کاراندام‌شناسی دامی، کاراندام‌شناسی گیاهی، کاراندام‌شناسی سلولی، کاراندام‌شناسی انسانی، کاراندام‌شناسی عصبی و کاراندام‌شناسی ورزشی و... تقسیم می‌شود.
کاراندام‌شناسی یکی از دانش‌های پایه‌ای در پزشکی است که ارتباط تنگاتنگی با دانش کالبدشناسی (آناتومی) دارد.
در کاراندام‌شناسی به بررسی کارکرد اندام‌های (ارگان) مختلف بدن، مثلاً وظیفه قلب در بدن، وظیفه مخچه در بدن، وظیفه کلیه در بدن، کار شُش‌ها در بدن… و نیز درک دقیق عملکرد این ارگان‌ها و سیستم‌ها با کمک روابط و اصول فیزیک و ریاضی پرداخته می‌شود.

برای مثال، در کاراندام‌شناسی سیستم تنفسی، توسط قوانین فیزیکی مربوط به موج، شاره، فشار و غیره به محاسبه حجم هوای مورد نیاز هر یک از شش‌ها و مشکلات و بیماری‌های مربوط به آن و تغییر در محاسبات، در صورت تغییر در محیط به دلیل بیماری پرداخته می‌شود.

## اهمیت
کاراندام‌شناسی در آموزش پزشکی، روان‌شناسی، علوم دامی، دامپزشکی و جانورشناسی اهمیت بسیاری دارد و یکی از گرایش‌ها یا واحدهای درسی این رشته‌ها در مقاطع تحصیلات تکمیلی است. در کنار آناتومی و بیوشیمی، کاراندام‌شناسی به شکل‌گیری طرح کلی بدن سالم در ذهن دانشجویان حوزه علوم پزشکی، پیراپزشکی، علوم دامی، دام‌پزشکی، کشاورزی و علوم ورزشی کمک می‌کند؛ همچنین برای اطلاع از پاتولوژی بیماری‌ها فهم کاراندام‌شناسی، بسیار مهم است.